# 山根一貫

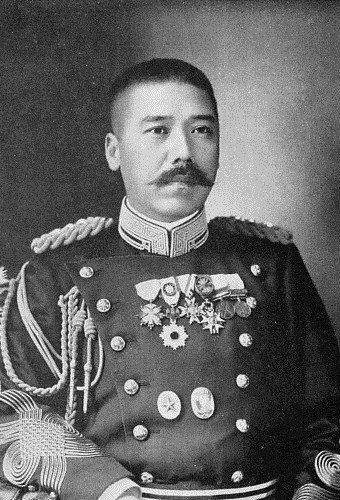
山根一貫

山根 一貫（やまね かづつら、1869年4月23日（明治2年3月12日） - 1917年8月2日）は、日本の陸軍軍人。最終階級は陸軍少将。男爵。旧姓：橋本。

## 経歴
橋本房吉の長男として、山口県厚狭郡万倉村字矢矯（現・宇部市大字万倉矢矯）に生まれる。幼名を慶蔵と称し、山口師範学校講習科の講習で万倉小学校で教鞭を取り、後東京教導団に入団、時に19歳であった。1891年（明治24年）7月、陸軍士官学校（第2期）を卒業する。日清戦争に出征、中尉に進み、1895年（明治28年）山根家に入籍、陸軍少将山根信成の嫡子となる。
1899年（明治32年）12月に陸軍大学校（13期）を卒業し、陸士勤務となる。のちフランスに駐在する。父の死去に伴い、1895年（明治28年）10月30日、男爵を襲爵した。
1909年（明治42年）12月に侍従武官、1910年（明治43年）11月には歩兵大佐に昇進。1912年（大正元年）12月、東宮武官長に就任するが、1916年（大正5年）4月1日、陸軍少将に進み、侍従武官を兼務。1917年（大正6年）8月、在職のまま死去した。

## 家族
- 実父・橋本房吉 ‐ 山口県平民[4]
- 養父・山根信成 ‐ 軍人、男爵。
- 妻・ミツ ‐ 信成の娘[4]
- 長男・山根成一 ‐ 男爵。岳父に豊沢弥二（子爵三島通庸二男）。[4][5]
- 二男・松村弘之 ‐ 男爵。松村政頴（子爵田尻稲次郎の三男で男爵松村淳蔵家の養子となって襲爵）の養子。妻の光子は淳蔵の甥・松村政俊と稲次郎の甥の娘イクとの娘。[6]
- 相婿・白井二郎 ‐ ミツの姉の夫

## 栄典
位階
- 1892年（明治25年）7月6日 - 正八位[7]
- 1895年（明治28年）2月13日 - 従七位[8]
- 1895年（明治28年）11月20日 - 従五位[9]
- 1908年（明治41年）12月26日 - 従四位[10]
- 1916年（大正5年）5月1日 - 正四位[11]

外国勲章佩用允許
- 1905年（明治38年）7月6日 - 大韓帝国勲三等八卦章[12]